# Municipio de Forest City (Iowa)
El municipio de Forest City (en inglés: Forest City Township) es un municipio ubicado en el condado de Howard en el estado estadounidense de Iowa. En el año 2010 tenía una población de 768 habitantes y una densidad poblacional de 10,13 personas por km².

## Geografía
El municipio de Forest City se encuentra ubicado en las coordenadas 43°27′28″N 92°14′52″O / 43.45778, -92.24778. Según la Oficina del Censo de los Estados Unidos, el municipio tiene una superficie total de 75.82 km², de la cual 75,59 km² corresponden a tierra firme y (0,3 %) 0,23 km² es agua.

## Demografía
Según el censo de 2010, había 768 personas residiendo en el municipio de Forest City. La densidad de población era de 10,13 hab./km². De los 768 habitantes, el municipio de Forest City estaba compuesto por el 99,48 % blancos, el 0,13 % eran amerindios, el 0,39 % eran asiáticos. Del total de la población el 1,82 % eran hispanos o latinos de cualquier raza.